# Paracirrhites hemistictus
Paracirrhites hemistictus là một loài cá trong chi Paracirrhites, họ Cirrhitidae.

## Mô tả
Paracirrhites hemistictus có trong tổng chiều dài lên đến 29 cm (11 in). 
Những con cá này có 10 gai vây lưng, 3 gai hậu môn và tia vây ngực thon dài. Chúng có bề ngoài ở hai dạng màu khác nhau. Hình dạng nhợt nhạt cho thấy khuôn mặt hồng hào và những đốm đen nhỏ ở nửa trên của cơ thể, với một dải dọc lớn màu trắng dọc theo hai bên. Dạng tối màu xám với các đốm nâu sẫm dọc theo cơ thể và một đốm lớn màu trắng ở mỗi bên.

## Phân bố và môi trường sống
Loài cá này phân bố rộng rãi ở vùng biển Đông Ấn Độ Dương và Tây và Trung bộ Thái Bình Dương, 
phía bắc đến Nhật Bản, phía nam tới Úc và ở tất cả các đảo thuộc Châu Đại Dương (trừ Hawaii và Đảo Phục Sinh).